# DB-Baureihe 472
Die Baureihe 472/473 ist die dritte Generation normalspuriger Elektrotriebzüge für das 1200-Volt-Gleichstrom-Netz der Hamburger S-Bahn. Zum Netzausbau hatte die Deutsche Bundesbahn Anfang der 1970er Jahre über den Generalunternehmer MAN völlig neue Triebzüge in Leichtbauweise entwickeln lassen. Dabei waren die Unternehmen LHB, MBB, WMD und Siemens, das Bundesbahnzentralamt München und die Bundesbahndirektion Hamburg beteiligt. Gegenüber den Vorgängerbaureihen waren die Züge mit Allachsantrieb ausgerüstet, weil auf den Strecken der neuen City-S-Bahn Steigungen von bis zu 40 Promille bewältigt werden mussten. Die in zwei Lieferserien beschafften 62 dreiteiligen Einheiten ohne Wagenübergang waren zwischen 1974 und 2022 vom Bw Hamburg-Ohlsdorf aus im Einsatz. Als Nachfolgeserie ging ab 1997 die DB-Baureihe 474 in den Fahrgastbetrieb.

## Konstruktion der Wagen

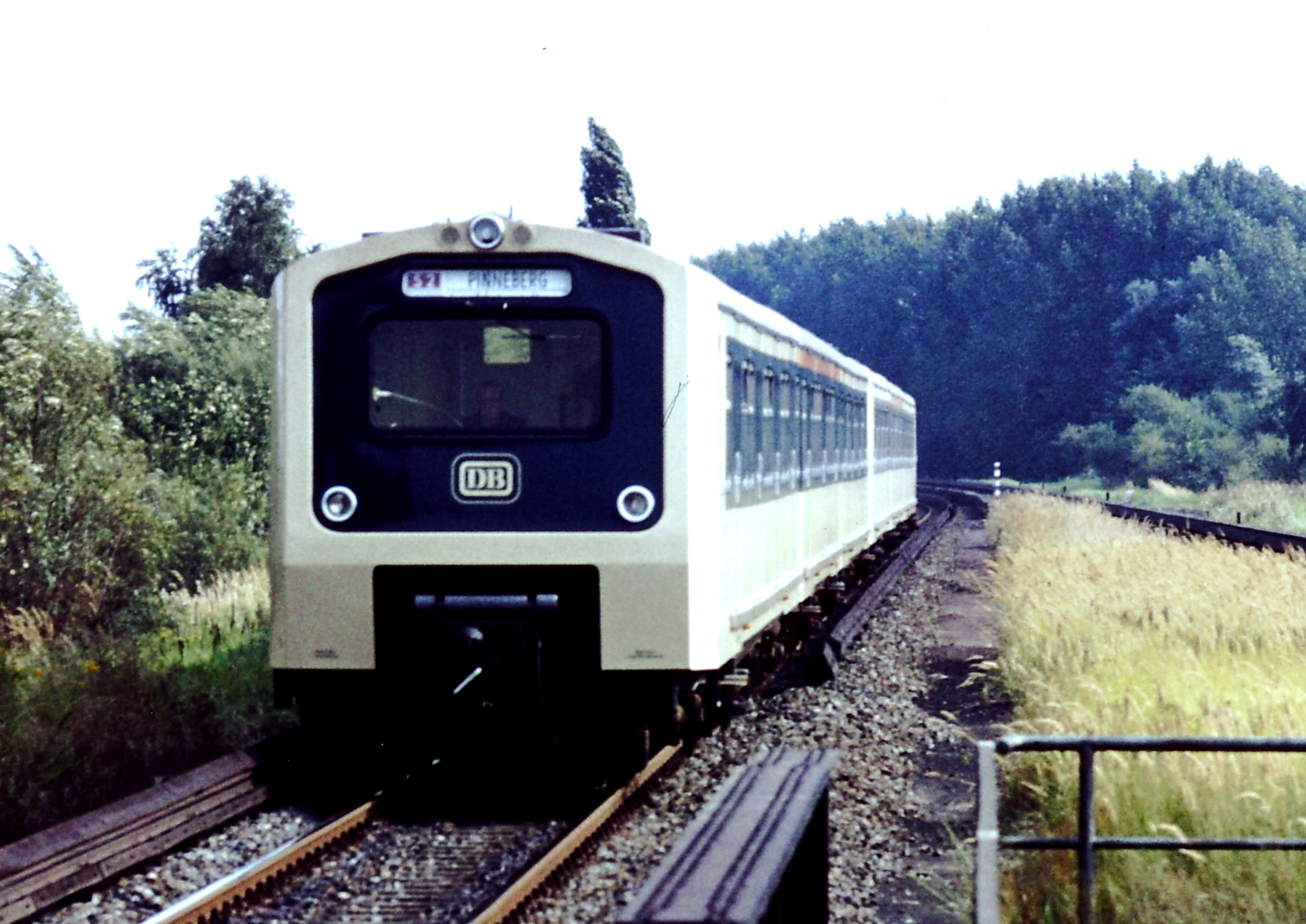
Triebzug der Baureihe 472 in ozeanblau-beiger Lackierung und mit Fallblattanzeige, 1975

Für die Wagenkästen wurde eine geschweißte Leichtbauweise gewählt. Als Baustoff für die Stirnfront wählte man glasfaserverstärktes Polyester. In der Stirnfront befindet sich im Gegensatz zu den Vorgänger-Baureihen 470/471 nur noch ein Fenster, hinter dem sich mittig das Führerpult befindet. Der Zugang zum Führerstand erfolgt nun auch von außen über seitliche, nach innen drehende Türen. Die Aufteilung des Innenraums wurde aus der vorhergehenden Baureihe 470 abgeleitet. Bei den Endwagen wird der Zugang zum Fahrgastraum durch je vier zweiflügelige elektropneumatisch betriebene Schwenkschiebetüren auf jeder Seite ermöglicht, im Mittelwagen befinden sich je drei solcher Schiebetüren an jeder Seite. Übergänge zwischen den Wagen gibt es nicht. Die Fenster können im oberen Drittel zweistufig nach innen geklappt werden, wobei die zweite Bauserie über deutlich weniger Klappfenster verfügt.
Ausgeliefert wurden die Wagen in einem ozeanblau/beigen Anstrich. Allerdings orientierte sich die Farbaufteilung, das heißt oben dunkel und unten hell, dabei nicht am damaligen Regelschema – das ebenfalls 1974 Einzug hielt – sondern noch an der sogenannten Pop-Lackierung von 1969, die auch bei den Wechselstrom-S-Bahn-Triebzügen der Baureihe 420 in anderen bundesdeutschen Großstädten angewendet wurde. Bis zum im Jahr 1996 beginnenden Umbau waren einzelne Züge außerdem mit Ganzreklame beklebt bzw. lackiert. Eine Besonderheit der Baureihe war die ursprüngliche Linien- und Zielbeschilderung per Fallblattanzeige, die jedoch im Zuge des Re-Designs erst durch eine Rollbandanzeige, später dann durch eine digitale Anzeige ersetzt wurde.

## Kupplungen
Die drei Wagen einer Einheit sind untereinander mit Kurzkupplungen verbunden. Mit dieser Kupplung lassen sich die Wagen nur in der Werkstatt trennen.
Die Triebzüge haben an den Stirnseiten automatische Scharfenbergkupplungen. Um mit den Zügen der Baureihe 470 und 471 im Traktionsbetrieb (als Voll- oder Langzug) eingesetzt werden zu können, wurden die Kupplungen entsprechend ausgeführt, dass mechanische und elektrische Kupplungsfähigkeit besteht. Zu beachten ist dabei die Dreiteilung der elektrischen Kontakte: Der mittlere (breite) Teil wird für die Kupplung mit den Vorgängerbaureihen benötigt, die beiden schmalen Außenteile sind nur bei der Kupplung mit Zügen derselben Baureihe in Funktion. Bei den Triebzügen der neueren Baureihe 474 und den VT 2E besteht eine rein mechanische Kupplungsmöglichkeit mit funktionsfähiger Druckluftbremse (beispielsweise für Abschleppvorgänge), ein regulärer Mischbetrieb ist aber nicht möglich. Eine Kupplung mit der Baureihe 490 ist weder mechanisch noch elektrisch möglich.

## Technik
Der Wagenkasten wird durch Gummi- und Luftfederung auf dem Drehgestell abgefedert.
An jedem der zwölf Radsätze ist ein vierpoliger Gleichstrom-Reihenschlussmotor. Der Antrieb ist als Tatzlager-Antrieb ausgeführt worden.
Die Nockenschaltung und andere elektrische Geräte, auch eine Thyristorpulssteuerung, wurden in den Bodenwannen der Wagen untergebracht.
Die Triebzüge können im Verbund mit insgesamt bis zu drei Einheiten dieser Baureihe oder mit den älteren Zügen der Baureihen 471 und 470 fahren.

## Fahrgastraum

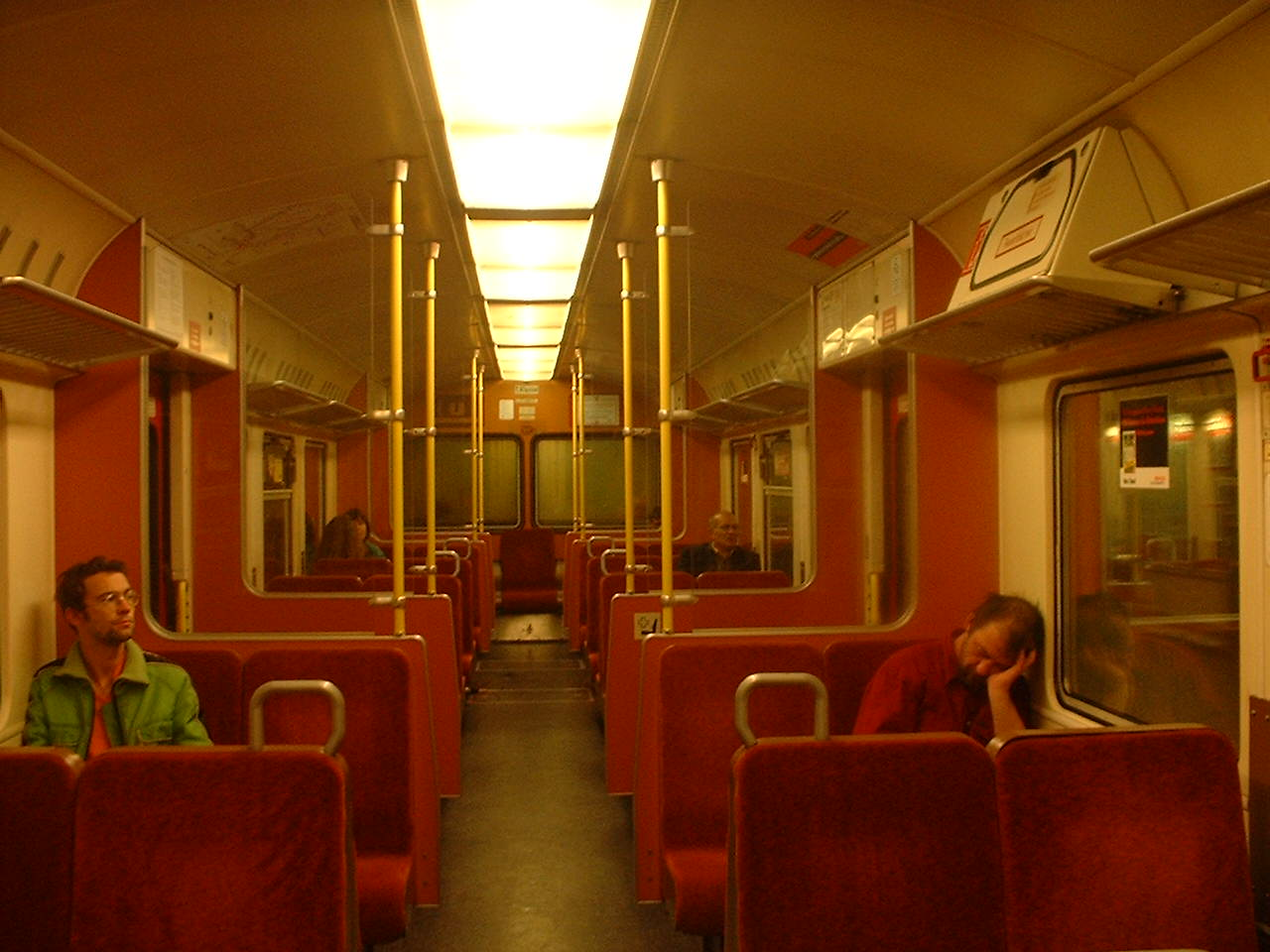
Fahrgastraum 1. Klasse vor dem Re-Design noch mit Gepäckablagen

Fahrgästen im Mittelwagen, der Baureihe 473, stehen 66, in den beiden Endwagen der Baureihe 472 nach dem Re-Design jeweils noch 61 Sitzplätze zur Verfügung. Wie bei der Vorgängerbaureihe 470 verfügen die Wagen über Vierer-Sitzgruppen, nach dem Re-Design auch ein Traglastenabteil hinter jedem Führerstand. Letzteres wurde außerdem mit einer verstaubaren Rollstuhlrampe ausgestattet.

## Aufteilung und Beschaffung
Jeder dreiteilige Triebzug besitzt zwei Endwagen der Baureihe 472 und einen Mittelwagen der Baureihe 473, alle drei Wagen sind angetrieben.
Die Wagen sind in einer dreiteiligen Einheit eingesetzt. Die Nummern eines solchen Kurzzuges sind zwischen 201 und 262 angesiedelt, wobei die letzten beiden Ziffern der Wagennummer stets auch die letzten beiden Ziffern der Kurzzugnummer, durch eine vorgesetzte 2 ergänzt, darstellen. Jeder Wagen besitzt wiederum eine eigene Nummer; die A-Wagen 2001 bis 2062, die Mittelwagen 3001 bis 3062 und die B-Wagen 2501 bis 2562.
Im Gegensatz zu den Endwagen (Baureihe 472) ist der Mittelwagen (Baureihe 473) aufgrund der ursprünglichen Verwendung als Waggon der 1. Wagenklasse und des dadurch resultierenden geringeren Fahrgastwechsels nur mit drei Türen je Wagenseite ausgestattet, verfügt jedoch bei einer kürzeren Länge von nur 19,04 Metern über ein Sitzplatzangebot für 66 Fahrgäste. Mit Aufgabe der 1. Klasse bei der S-Bahn Hamburg GmbH im November 2000 wurde auch der ET 473 ohne Einschränkung für alle Fahrgäste freigegeben.
Jeder Triebwagen dieser Baureihe verfügt über je zwei Stromabnehmer je Wagenseite, die die seitlich zum Streckengleis angebrachte Stromschiene seitlich bestreichen. Durch den fehlenden Dachstromabnehmer ist somit kein Einsatz auf der S3 weiter als Neugraben oder anderen Strecken als denen des Hamburger Gleichstromnetzes möglich.
In den Jahren 1974–1976 und 1982–1984 wurden insgesamt 62 Triebzüge in zwei Bauserien beschafft. Die erste Bauserie diente der Fuhrparkvergrößerung für die anstehende Eröffnung der City-S-Bahn, die zweite Bauserie wurde angesichts der neuen Harburger S-Bahn beschafft. Beide Bauserien unterscheiden sich in Details: Die zweite Bauserie besitzt weniger Lüftungsklappen in den Seitenfenstern und eine abweichende Türkonstruktion; zudem besitzt die erste Bauserie zwei geschlossene Dachhutzen an den Führerständen, in denen später Technikschränke untergebracht werden sollten – da hiervon Abstand genommen wurde, besitzt die zweite Bauserie diese nicht.

## Aufarbeitung / Re-Design
In den ersten 20 Jahren waren die Fahrzeuge nur mit geringen Veränderungen im Einsatz. 1997 startete ein Re-Design-Programm, um die Fahrzeuge für weitere Einsatzjahre zu modernisieren und optisch an die Nachfolgebaureihe 474 anzugleichen. Die Fahrzeuge erhielten einen Neulack in Verkehrsrot mit weißen Fahrgasttüren und einen runderneuerten Innenraum im Design der Baureihe 474 – hierbei erhielt auch die erste Bauserie an der Kurzkupplungsseite Sichtfenster zwischen den Wagen, die zweite Bauserie besaß diese schon ab Werk. Außerdem wurde ein Notrufsystem installiert. Die erste Bauserie erhielt hierbei noch unterschiedliche Innenraumfarben: Die Endwagen der 2. Klasse präsentieren sich seitdem mit mintgrünen, die Mittelwagen der 1. Klasse mit violetten Trennwänden. Die zweite Bauserie hingegen wurde erst zum Re-Design herangezogen, als die 1. Klasse abgeschafft war – hier wurden alle Wagen mit violetten Trennwänden ausgerüstet. Beim Re-Design wurden die Gepäckablagen über den Seitenfenstern nach Vandalismusschäden – bis auf eine, wo der Feuerlöscher platziert war – ersatzlos entfernt.
Die überwiegende Zahl der Fahrzeuge, eine Ausnahme bildete beispielsweise der Triebzug 250, verlor mit dem Re-Design ihre Fallblattanzeigen, es wurden konventionelle Rollbandanzeigen eingebaut. Diese wurden allerdings bereits Ende der 2000er Jahre wieder entfernt und durch flexiblere LCD-Anzeigen ersetzt. Gleichzeitig erhielt die Baureihe mit diesem Schritt digitale Haltestellenanzeigen im Fahrgastraum.
Der Abschluss des Re-Design-Programms 2005 überschnitt sich mit der Ausmusterung einiger überzählig gewordener Einheiten, so dass zwei Triebzüge (251 und 252) nicht mehr modernisiert wurden und 2006 im Originalzustand verschrottet wurden. Alle anderen Triebzüge durchliefen zwischen 1997 und 2005 das Re-Design.

## Einsatzdauer und Ersatz
Zehn Triebzüge aus beiden Bauserien wurden zwischen 2004 und 2006 ausgemustert, da ihre Einsätze aufgrund einer zuvor gesunkenen Verkehrsleistung der S-Bahn nicht mehr als notwendig angesehen wurden. Zuvor gab es lediglich Ausmusterungen von Einzelwagen aufgrund von Unfall- und Brandschäden; dabei wurden die verloren gegangenen Wagen stets ersetzt.
Mit öffentlicher Ausschreibung wurde im Januar 2012 der Betrieb des Hamburger S-Bahn-Netzes von Dezember 2018 bis Dezember 2033 ausgeschrieben. Im Rahmen dieses Verfahrens wurde festgelegt, dass der Betrieb des Netzes ab 2018 nur mit der DB-Baureihe 474 und Neufahrzeugen erfolgen soll. Damit sollte der reguläre Einsatz der Baureihe 472 ursprünglich Ende 2019 beendet werden. Ursprünglich sollten als Neufahrzeuge (Stand 2019) ab dem Jahr 2016 insgesamt 72 Züge der DB-Baureihe 490 geliefert werden. Sie sollten bis Dezember 2018 alle ausgeliefert sein und die verbliebenen 52 Exemplare der Baureihe 472 ersetzen. Aufgrund von Lieferverzögerungen und der hohen Schadanfälligkeit der neuen Baureihe 490 befand sich die Baureihe 472 allerdings im August 2020 noch immer mit 32 Einheiten im Einsatz, Ende 2018 wurden nochmals fünf Einheiten außerplanmäßig hauptuntersucht.

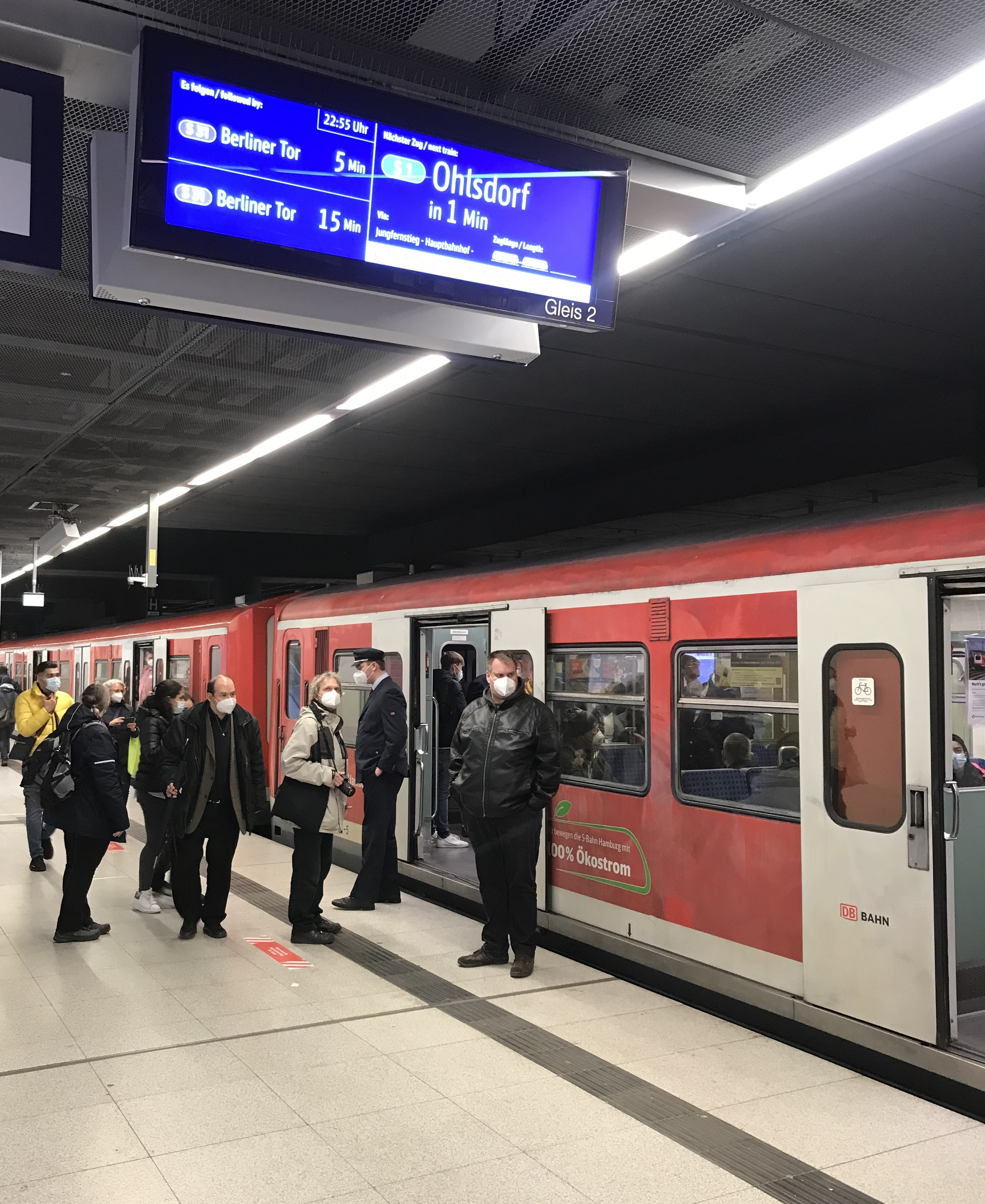
S-Bahn-Züge 472 014 und 472 016 während der Abschiedsfahrt am 4. März 2022. Letzte Fahrt von Altona nach Ohlsdorf.

Die ersten Triebzüge (seit 2006) wurden im Sommer 2018 ausgemustert und bald darauf verschrottet, es folgen seitdem stetig mehr Einheiten. Nachdem die Fahrzeuge ab Ende 2018 / Anfang 2019 auf ihren ehemaligen Stammlinien S2 und S21 kaum noch zum Einsatz gekommen waren, wurde im März 2019 die S31 auf die Baureihe 472 „rückumgestellt“, um Züge der Baureihe 474 freizusetzen, die einerseits die hochbelastete S3 verstärkten und gleichzeitig schadhafte Züge der Baureihe 490 auf der S21 kurzfristig ersetzten. Im November 2019 begann auch die Umstellung der Linie S31 auf die neue Baureihe 490, sodass die Einsätze der Baureihe 472 immer weiter zurückgingen. Im September 2020 fand der letzte reguläre Einsatz auf der Linie S31 statt, am 11. Dezember 2020 erfolgte auf der S11 der letzte planmäßige Einsatz der Baureihe. Anfang November 2021 waren noch sieben Einheiten vorhanden, davon vier als Ersatzfahrzeuge für den Fahrgastbetrieb. Am 4. März 2022 erfolgte der letzte planmäßige Einsatz, anschließend wurde der zu diesem Zeitpunkt letzte betriebsfähige Vollzug – bestehend aus den Einheiten 214 und 216 – mit einer Sonderfahrt verabschiedet. Nach der offiziellen Abschiedsfahrt konnte am 14. März 2022 noch ein Einsatz als Fahrgastzug beobachtet werden.

## Museumszug

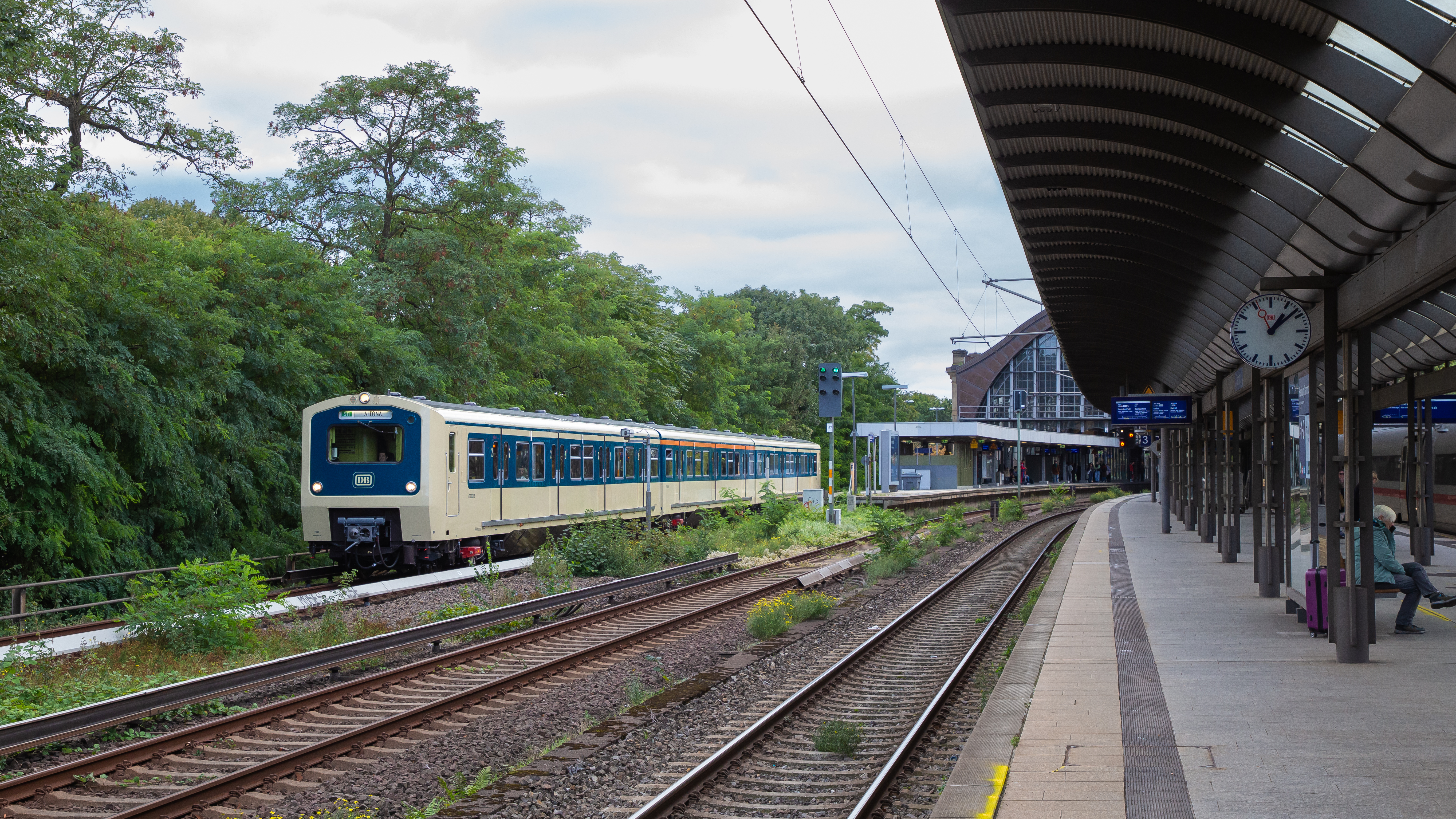
Museumszug 472 062 am Tag der Deutschen Einheit 2024 auf der Verbindungsbahn als Linie S 11 am Dammtor in Richtung Altona

Am 29. September 2021 beschloss die Hamburgische Bürgerschaft den Verein Historische S-Bahn Hamburg mit 500.000 Euro bei der betriebsfähigen Aufarbeitung eines Museumszuges der Baureihe 472/473 zu unterstützen. Den gleichen Betrag schoss die S-Bahn Hamburg GmbH zu. Die Wahl fiel auf die letztgebaute Einheit 262, die seit Juli 2021 nicht mehr im Fahrgasteinsatz war. Zwischen Dezember 2021 und Juli 2024 wurde der Zug im S-Bahn-Werk Ohlsdorf wieder dem Lieferzustand von 1984 angenähert. Somit erhielt er auch wieder die ozeanblau-beige Lackierung und Paletten-Zugzielanzeiger. Die originale Inneneinrichtung des Zuges war bereits seit dem Re-Design des Zuges im Jahr 2005 durch den Verein aufbewahrt worden. Beim Rückbau in den Lieferzustand konnte diese jedoch nur zum Teil verwendet werden, Sitzbezüge mussten aus Brandschutzgründen mit neuen Materialien rekonstruiert werden. Der rekonstruierte Zug verfügt im Mittelwagen wieder über eine 1.-Klasse-Ausstattung mit dunkelbraunen Stoffbezügen der Sitze, in den Endwagen mit der 2. Klasse finden sich Sitzbänke mit hellbraunem Kunstlederbezug.

## Schienenreinigungszug

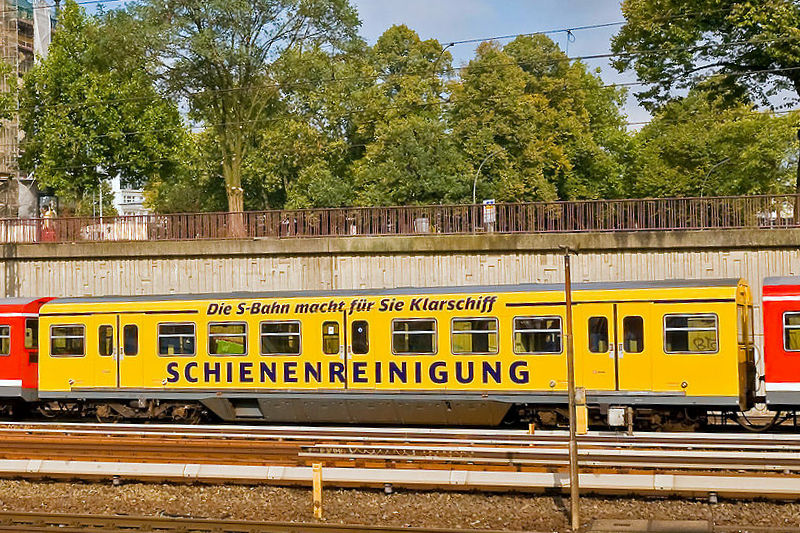
Schienenreinigungswagen der Hamburger S-Bahn

Der Triebzug 472 029 wurde bis zu seiner Ausmusterung 2019 vor jedem Herbst zu einem Schienenreinigungszug umgebaut, mit dem Schmierfilme auf den Schienen beseitigt werden können. Diese Schmierfilme, die insbesondere im Herbst durch Laub und Nässe entstehen, werden mit starken Wasserstrahlen entfernt. Der Mittelwagen 473 010 (die Einheit 210 war bereits Ende 2006 ausgemustert worden) wurde hierfür mit einer Reinigungsanlage ausgerüstet. Zwei Hochdruckaggregate erzeugen den notwendigen Wasserdruck von 500 bar. Der Wagen führt 11.600 Liter Wasser mit. Diese Tankkapazität reicht aus, um ungefähr 150 Kilometer Schienen säubern zu können. Die Reinigung erfolgt bei einer Geschwindigkeit von etwa 40 km/h. Die Anlage wird während der Fahrt durch den Triebfahrzeugführer bedient. Da der ursprüngliche „Trägerzug“ 229 im Mai 2019 ausgemustert und verschrottet wurde, kam im Herbst 2019 die Einheit 214 als Schienenreinigungszug zum Einsatz, im Herbst 2021 die Endwagen des künftigen Museumszuges 472 062. Im Jahr 2022 kamen wieder die Endwagen der Einheit 214 zum Einsatz, 2024 erhielten diese noch einmal eine Revision für den weiteren Einsatz als Schienenreinigungszug.